# محوطه باغ سمیرات
محوطه باغ سمیرات در شهرستان آبیک، روستای وندر واقع شده و این اثر در تاریخ ۲۵ اسفند ۱۳۸۰ با شمارهٔ ثبت ۵۴۵۰ به‌عنوان یکی از آثار ملی ایران به ثبت رسیده است.